# Yunhui-ege
Yunhui-ege (윤희에게?), noto anche con il titolo internazionale Moonlit Winter, è un film del 2019 scritto e diretto da Lim Dae-hyung.

## Trama
Una madre, Yoon-hae, e una figlia, Sae-bom, hanno un rapporto che con il passare del tempo si è deteriorato; Sae-bom scopre però un particolare evento che ha modo di riavvicinarla alla madre.

## Distribuzione
In Corea del Sud la pellicola è stata distribuita dalla Little Big Pictures, a partire dal 12 novembre 2019.